# Lavezares
Lavezares is een gemeente in de Filipijnse provincie Northern Samar op het eiland Samar. Bij de laatste census in 2007 had de gemeente ruim 26 duizend inwoners.

## Geografie

### Bestuurlijke indeling
Lavezares is onderverdeeld in de volgende 26 barangays:
| - Balicuatro - Bani - Barobaybay - Caburihan - Caragas - Cataogan - Chansvilla - Datag - Enriqueta - Libas - Libertad - Macarthur - Magsaysay | - Maravilla - Ocad - Sabong-Tabok - Salvacion - San Agustin - San Isidro - San Jose - San Juan - San Miguel - To-og - Urdaneta - Villa - Villahermosa |

## Demografie
Lavezares had bij de census van 2007 een inwoneraantal van 26.131 mensen. Dit zijn 2.140 mensen (8,9%) meer dan bij de vorige census van 2000. De gemiddelde jaarlijkse groei komt daarmee uit op 1,19%, hetgeen lager is dan het landelijk jaarlijks gemiddelde over deze periode (2,04%). Vergeleken met de census van 1995 is het aantal mensen met 5.639 (27,5%) toegenomen.

De bevolkingsdichtheid van Lavezares was ten tijde van de laatste census, met 26.131 inwoners op 119,5 km², 218,7 mensen per km².